# مصدق لحمر
مصدق لحمر (انگلیسی: Msaddak Lahmar؛ زادهٔ ۳۰ اکتبر ۱۹۶۰) بازیکن والیبال اهل تونس بود.